# とぅいんくるガールズ+ちえみん先生
とぅいんくるガールズ+ちえみん先生（とぅいんくる がーるず ぷらす ちえみん せんせい、英: Twinkle Girls + Chiemin Teacher）は、女性アイドル声優ユニット。2006年8月27日に活動を開始し、2007年4月30日をもって活動を休止。

## メンバー
- 伊藤芽衣
- 中堀里美（宝城里音）
- 田沼由美（たぬまゆみ）
- 亜月ちえみ

## 略歴
- 2006年8月27日、アイドル声優ユニット「とぅいんくるガールズ」と言う三人編成の最終オーディションに9人（当日は1人欠席）が残り中堀里美（現在芸名は宝城里音）、田沼由美（現在芸名は平仮名でたぬまゆみ）と共に合格する。

しかし、オーディションでの亜月ちえみの実力とオーディションに至る迄の取り組み方と存在感で、急遽、四人編成とする事となり、審査員特別賞を設け亜月ちえみが受賞する。
以後、ユニット名「とぅいんくるガールズ+ちえみん先生」のとして活動する。
- 2007年4月30日をもって同ユニットの活動休止期間に入る。
- 現在メンバーは伊藤芽衣とたぬまゆみは各々一人で活動、亜月ちえみと宝城里音は「Cherry Bomb」と言うユニットを組んで活動中である。
- ゲームの主題歌であり、同ユニットの持ち歌の「空飛ぶ乙女はカエル色」はメンバー各々のイベントで歌われている。

## 出演・作品

### オンライン・レーシング・ゲーム「とぅいんくる」の登場人物の声の配役
- ソラリス役=中堀里美（宝城里音）
- メイリン役=田沼由美（たぬまゆみ）
- ノア役＝伊藤芽衣
- フレア役=亜月ちえみ

### TV
- アニメ天国、地上波テレビ埼玉（2006年11月29日、2007年1月24日）

### ラジオ
- おとなの深夜大学、AMラジオ日本（2006年11月30日）
- すぎはら美里のガールズミリタリー、FM79.2レインボータウンFM（2006年12月14日）

### WebTV
- 見たい!番組研究所、あっ!とおどろく放送局（2006年8月27日、12月3日）
- とぅいんくるガールズのクリスマス・パーティー（2006年12月23日）
- エッグアイドルHyper、casTY（2007年1月18日、4月28日）
- ひかり荘、casTY（2007年3月27日）

### ポッド・キャスト
- 毎日新聞ポッドキャスト・エンタメ・ニュース（2006年10月18日〜2007年3月）

### モバイルサイト
- 熱烈！アニソン魂（2007年7月15日）

### ライブ
- メイディン一周年記念感謝祭、めいどinじゃぱん、東京都千代田区外神田（2006年11月12日）
- キャンディ・メイド、クロス吉祥寺、東京都武蔵野市吉祥寺（2006年11月17日）
- アトリエ・ピーチ歌祭り、クロス吉祥寺、（2006年12月8日）
- アキ☆スタ、石丸ゲームワン、東京都千代田区（2007年2月13日）
- ダメ系でGo！、クロス吉祥寺、（2007年2月23日）
- ダメ系でGo！、クロス吉祥寺、（2007年3月16日）
- 飴系でGo！、クロス吉祥寺、（2007年4月13日）